# Malacothamnus palmeri
Malacothamnus palmeri är en malvaväxtart som först beskrevs av S. Wats., och fick sitt nu gällande namn av Edward Lee Greene. Malacothamnus palmeri ingår i släktet Malacothamnus och familjen malvaväxter. Inga underarter finns listade i Catalogue of Life.